# Lozovac
Lozovac je naselje u sastavu Grada Šibenika, u Šibensko-kninskoj županiji. Nalazi se 8 kilometara sjeveroistočno od Šibenika, na cesti Šibenik-Skradin.
Od Skradina ga odvaja Krka. U blizini Lozovca nalazi se Skradinski buk.

## Stanovništvo
Prema popisu iz 2011. naselje je imalo 368 stanovnika.
| broj stanovnika | 326   | 320   | 356   | 430   | 434   | 586   | 612   | 672   | 818   | 1007  | 978   | 734   | 618   | 491   | 389   | 368   | 318   |
|                 | 1857. | 1869. | 1880. | 1890. | 1900. | 1910. | 1921. | 1931. | 1948. | 1953. | 1961. | 1971. | 1981. | 1991. | 2001. | 2011. | 2021. |

## Gospodarstvo
U naselju se nalazi tvornica aluminija "Lozovac", koja je podignuta 1937.

## Šport
- NK Aluminij Lozovac
- HNK Krka Lozovac